# Складове письмо
Складове письмо (інколи силабі́чне від фр. syllabe — «склад»), або силабарія — вид фонетичної писемності, знаки якої позначають окремі склади. Як правило символ у складовій писемності є факультативним приголосним звуком із наступним за ним голосним.
У середньому силабарії нараховують 80-120 символів.

## Мови та складове письмо
Складове письмо використовують мікенський варіант грецької, мова черокі, мова вай, креольській ндюка на основі англійської (писемність афака), мова І в Китаї, складове письмо нюй-шу китайського діалекту (або мови) сян. Також у дечому складовим є логографічне письмо у китайській, мові мая й у клинопису. Іноді їх називають логосилабічні мови. Японська мова використовує відразу два види складового письма, названі кана, а саме катакана та хірагана (з'явилися коло 700 року). В основному, вони застосовуються для написання слів і граматичних елементів рідної мови, а також іноземних слів. Наприклад, слово готель пишуть у три кани — ホテル (хо-те-ру). Оскільки японська містить велику кількість складів моделі приголосний + голосний, то складова писемність є найвідповіднішою даній мові. Як у багатьох варіантах складової писемності, голосні та кінцеві приголосні, що йдуть підряд, позначають окремими ієрогліфами. Так, обидва слова атта та каіта пишуть у три кани: あった (а-т-та) і かいた (ка-і-та). Тому її часто називають моровою системою писемності.

## Відмінності між абугідами і складовим письмом
Тип абетки в індійських і ефіопських мовах носить назву абугіда. Іноді її плутають зі складовою абеткою. На відміну від складової абетки, всі склади, що починаються з однакових приголосних, побудовані на одному і тому ж символі, а для написання окремого складу потрібно більше одного символу. У складовій абетці відсутня систематична графічна схожість між фонетично пов'язаними символами (хоча в деяких системах є графічна схожість у голосних). Тобто, наприклад, символи для вираження «ka», «ko» і «ke» не мають жодної подібності щодо наявності загального k. Для порівняння, в абугіді кожна графема зазвичай являє собою один склад, а символи, що виражають пов'язані звуки схожі графічно (зазвичай загальний приголосний має відносно стабільні покажчики для вираження голосного звуку в складі). Наприклад, в абугіді деванаґарі склади «ke», «ka» і «ko» виражаються символами के, का і को відповідно, з क для загального k.